# Кузман Кузов
Кузман Ангелов Кузов е български офицер, генерал-лейтенант.

## Биография
Роден е на 18 декември 1922 г. във врачанското село Мраморен. Член РМС от 1939 г. Член на БКП от 1941 г. Ятак и помагач 1941 – 1944 г. Участва във Втората световна война като поручик. Помощник-командир на минохвъргачна рота от 10-и пехотен Родопски полк. Ранен на 31 март 1945 г. в боя при село Шомод Чичо в Унгария. Служи като офицер в БНА от 1946 г. Утвърден за АБПФК. Завършва 1 годишен курс във Военното училище. От 1948 до 1949 г. е командир на рота в първи инженерен полк. Учи във Военната инженерна академия „В. В. Куйбишев“ и Генералщабна академия в Москва. В периода 1955 – 1960 г. е старши помощник-началник на отдел „Отбранително строителство“ в Управление „Инженерни войски“. От 1960 до 1962 г. е армейски инженер на втора армия. Между 1962 и 1972 г. е началник-щаб на Управление „Инженерни войски“. От 1972 до 1974 г. е началник на Управление „Инженерни войски“ в Командване Сухопътни войски. След това до 1976 г. е началник на Управление „Инженерни войски“. В периода 1976 – 1986 г. е началник на Военно строително управление. След това е пълномощник на Министерския съвет и началник на Хидротехнически войски. Остава на този пост до 1990 г., когато излиза в запаса. Бил е консултант на филмите „Тримата от запаса“ и „Стихове“.
Награден с орден „За храброст“ – IV ст.,2 кл.

## Образование
- Народно военно училище „Васил Левски“ – България, 1947 г.
- Военната инженерна академия „В. В. Куйбишев“ – СССР, 1955 г.
- Академия на Генералния щаб на въоръжените сили на СССР – 1968 г. с „Отличие“.